# Chishtiyya

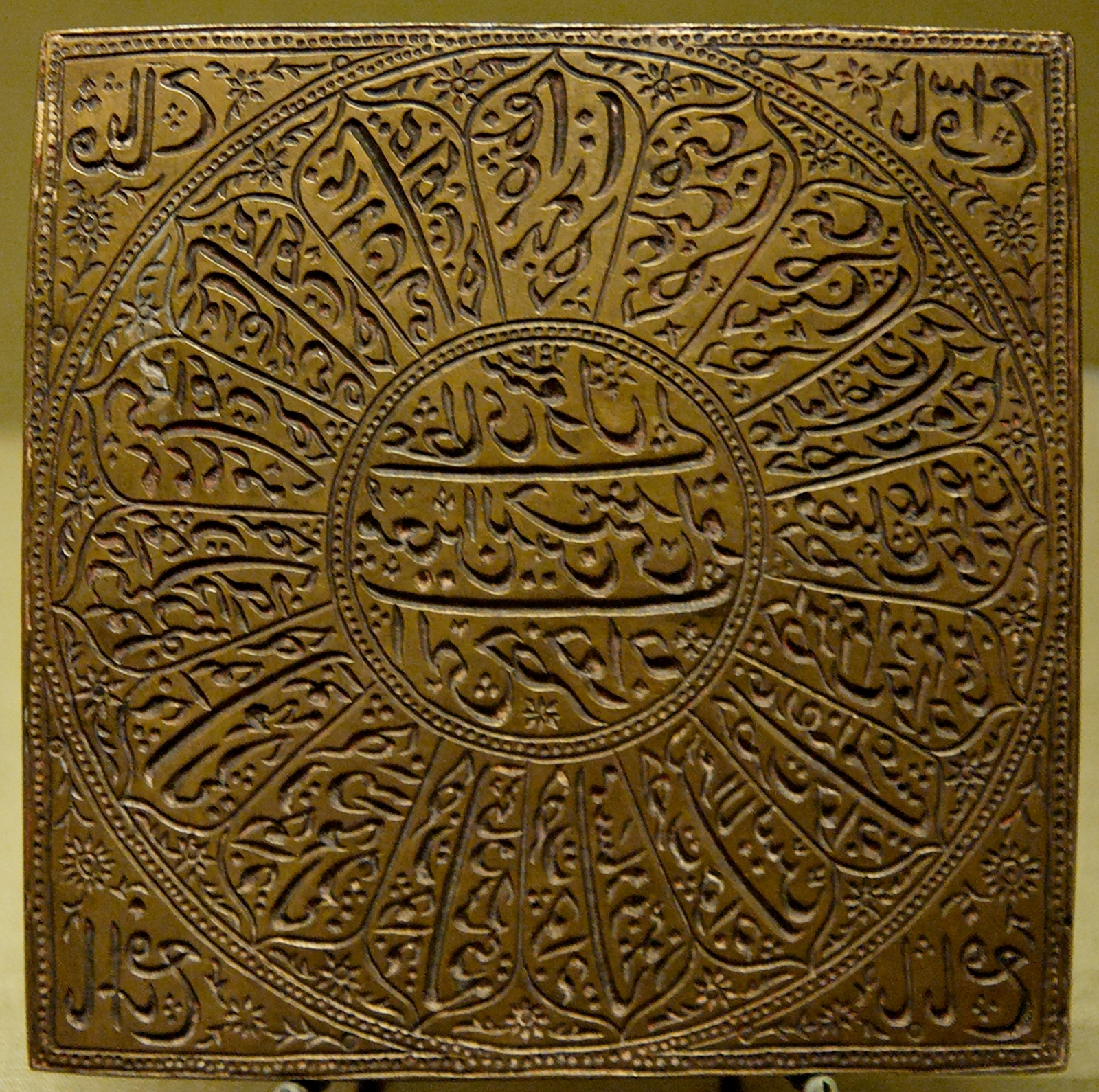
De spirituele afstammingslijn ("silsila") van de Chishti-orde, vanaf de profeet Mohammed tot Muinuddin Chishti. Mal voor persgieten, gemaakt uit een koperlegering, 19e-eeuws, Louvre.

Chishtiyya of Chishti-orde (Perzisch: چشتی; Arabisch: ششتى) is een orde binnen het soefisme ("tariqa"), die vooral veel aanhangers heeft in het zuiden van Azië en Afghanistan. De Chishtiyya leggen in hun leer de nadruk op tolerantie, openheid en de naastenliefde. Een opvallend kenmerk is dat de orde openstaat voor alle geïnteresseerden, onafhankelijk van sociale klasse of religie. Als stichter wordt Abu Ishaq Shami (gestorven 940) beschouwd. De bekendste leider van de orde was Muinuddin Chishti (1141 - ±1230), die zich in Lahore en Ajmer ophield. Vanaf de 12e eeuw groeide de Chishtiyya uit tot de belangrijkste soefistische orde in het zuiden van Azië.

## Leer
De khanqahs van Chishtiyya worden geleid door een sheikh (leraar), die een bepaald aantal studenten onder zich heeft. De Chishtiyya leggen sterk de nadruk op gelijkheid onder de studenten. Een ander opvallend kenmerk is dat men geen donaties van wereldlijke, politieke  heersers aanneemt. De khanqahs van de orde worden uitsluitend gefinancierd door donaties van studenten, gelovigen en pelgrims. De Chishtiyya zien politieke macht namelijk als onverenigbaar met de spirituele zoektocht naar god.

## Geschiedenis

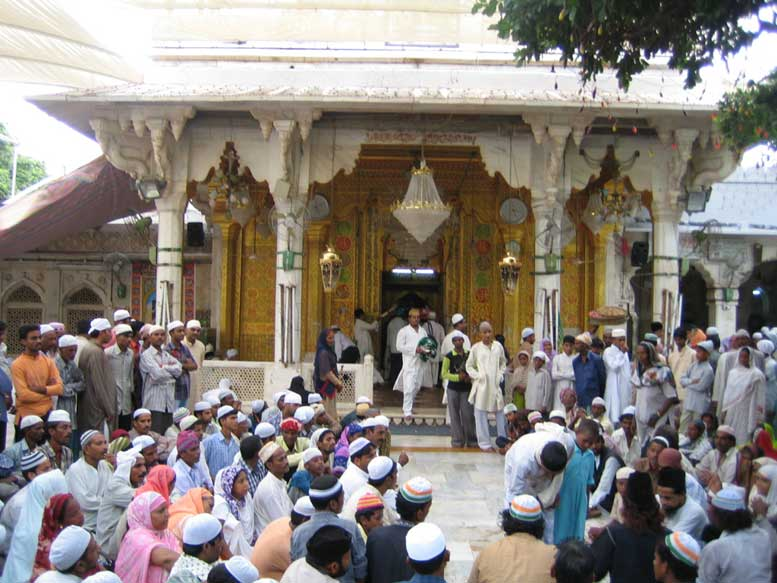
Mausoleum ("dargah") van Muinuddin Chishti in Ajmer

De naam van de orde komt van Chisht, een plaats ongeveer 140 km ten oosten van de Afghaanse stad Herat. De stichter Abu Ishaq Shami was waarschijnlijk afkomstig uit Damascus (Arabisch: "al-Shams" - een inwoner van Damascus wordt wel een "Shami" genoemd), voor hij zich aan het begin van de 10e eeuw in Chisht vestigde. Hij stierf echter in Damascus en werd begraven op de berg Qasyun, waar later ook de bekende mysticus ibn-Arabi begraven werd.

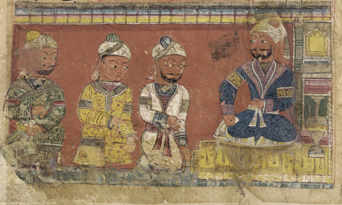
Chishti-leraar Nizamuddin Auliya (±1230-1326) onderricht drie discipelen; Aquarel en inkt, rond 1450

Volgens de traditie was Muinuddin Chishti de negende opvolger van Abu Ishaq Shami als hoofd van de orde. Hij reisde in 1193 naar Delhi, een stad die dat jaar door Muhammad Ghowri was veroverd en zodoende onder islamitisch gezag was komen te staan. De openheid en tolerantie van de soefileer sprak onder de overwegend hindoeïstische bevolking vooral leden van de lagere kastes aan. Al snel ontstond een kleine gemeenschap van bekeerlingen. Muinuddin Chishti vestigde zich later in Ajmer, waar hij rond 1230 stierf en begraven ligt. Ajmer groeide dankzij de Chishtiyya uit tot een belangrijk centrum voor de verspreiding van de islam over India. De orde was verantwoordelijk voor het overgrote deel van de bekeringen, met name in het westen en zuiden van India.
In de late 13e eeuw splitste de orde zich in twee takken, de Nizami Chishtiyya onder Nizamuddin Auliya (±1230-1326) en de Sabiri Chishtiyya onder Alauddin Sabir Kaliyari (1196-1291). Later volgden meer afsplitsingen.
In de Mogoltijd groeide het mausoleum van Muinuddin Chishti in Ajmer uit tot een belangrijk pelgrimscentrum, zowel voor moslims als hindoes. Keizer Akbar bezocht het heiligdom een aantal maal. Deze keizer was een volgeling van een soefi-leraar uit de Chishti-orde, Salim Chishti (1478-1572).
In de 20e eeuw verspreidde de orde zich ook buiten Zuid-Azië, nadat Chishti-leraren zich in Engeland, de Verenigde Staten, Australië en Zuid-Afrika vestigden.